# Temyrtau
Temyrtau (kaz. Теміртау) – miasto w Kazachstanie, położone w regionie Karaganda.

## Sport
- Bołat Temyrtau – klub piłkarski
  - Stadion Metałłurg w Temyrtau
- Arystan Temyrtau – klub hokejowy
- HK Temyrtau – klub hokejowy

## Transport
- Tramwaje w Temyrtau

## Miasta partnerskie
- Zenica, Bośnia i Hercegowina